# Jacques Hérold
Jacques Hérold (n. Herold Blumer; n. 10 octombrie 1910, Piatra-Neamț, Neamț, România – d. 11 ianuarie 1987, Paris, Franța) a fost un pictor și sculptor evreu român, care și-a realizat majoritatea lucrărilor în Franța. Bun prieten de-al lui Constantin Brâncuși, el este considerat unul dintre cei mai importanți pictori ai genului suprarealist.